# Мукасей, Елизавета Ивановна
Елизаве́та Ива́новна Мукасе́й (в девичестве Емельянова; 16 [29] марта 1912, Уфа — 19 сентября 2009, Москва) — советская разведчица, нелегал. Почётный сотрудник госбезопасности, подполковник. Супруга советского разведчика-нелегала Михаила Исааковича Мукасея.

## Биография
Елизавета Ивановна Мукасей родилась 16 (29) марта 1912 года в городе Уфе, девичья фамилия — Емельянова.
В конце 1917 года она с семьёй переехала в Ташкент, куда её родители переехали спасаясь от голода. В 1929 году после окончания средней школы она поступила на биологический факультет Ленинградского университета. После окончания университета Елизавета Ивановна работала сначала на фабрике, а затем директором школы рабочей молодёжи (1938‒1939).
C 1939 года по 1943 год Елизавета Ивановна находилась со своим мужем — разведчиком-нелегалом Михаилом Исааковичем Мукасеем в служебной командировке в США в городе Лос-Анджелесе.
С 1943 года по 1949 год она работала секретарём Художественного совета МХАТа.
После прохождения специальной подготовки под псевдонимом «Эльза» с 1955 года по 1977 год работала вместе с мужем за границей, обеспечивая своему мужу двустороннюю связь с центром.
Во время своей работы за границей вместе с мужем совершала поездки по странам Европы с целью получения разведывательной информации, получившей высокую оценку Центра.
После возвращения в СССР в 1977 году Елизавета Ивановна занимались подготовкой молодых кадров разведки. Она является автором многих учебников и учебных пособий для разведшкол.
Она в соавторстве со своим мужем написала книгу воспоминаний о работе и жизни за рубежом в течение 30 лет — «Зефир и Эльза».
Сын Елизаветы Ивановны — Анатолий Михайлович Мукасей, советский и российский кинооператор. Невестка — актриса и кинорежиссёр Светлана Сергеевна Дружинина. Внук — кинооператор Михаил Анатольевич Мукасей.
Умерла в Москве 19 сентября 2009 года.
Похоронена в одной могиле с мужем на Хованском кладбище (северная территория, участок № 200с).

## Награды
Елизавета Ивановна Мукасей являлась почётным сотрудником госбезопасности. За свою службу и за выдающиеся заслуги она была награждена многими медалями, в том числе медалью «За боевые заслуги». Она лауреат премии Юрия Андропова, присуждённой ей за выдающийся вклад в дело обеспечения безопасности Российской Федерации.